# James C. McKay
Pour les articles homonymes, voir James McKay et McKay.
James C. McKay est un monteur et un réalisateur américain né le 14 janvier 1894 à New York (État de New York) et mort le 8 août 1971 à Orange (Californie).

## Filmographie (sélection)

### comme réalisateur
- 1925 : Souls for Sables
- 1927 : Lightening (en)

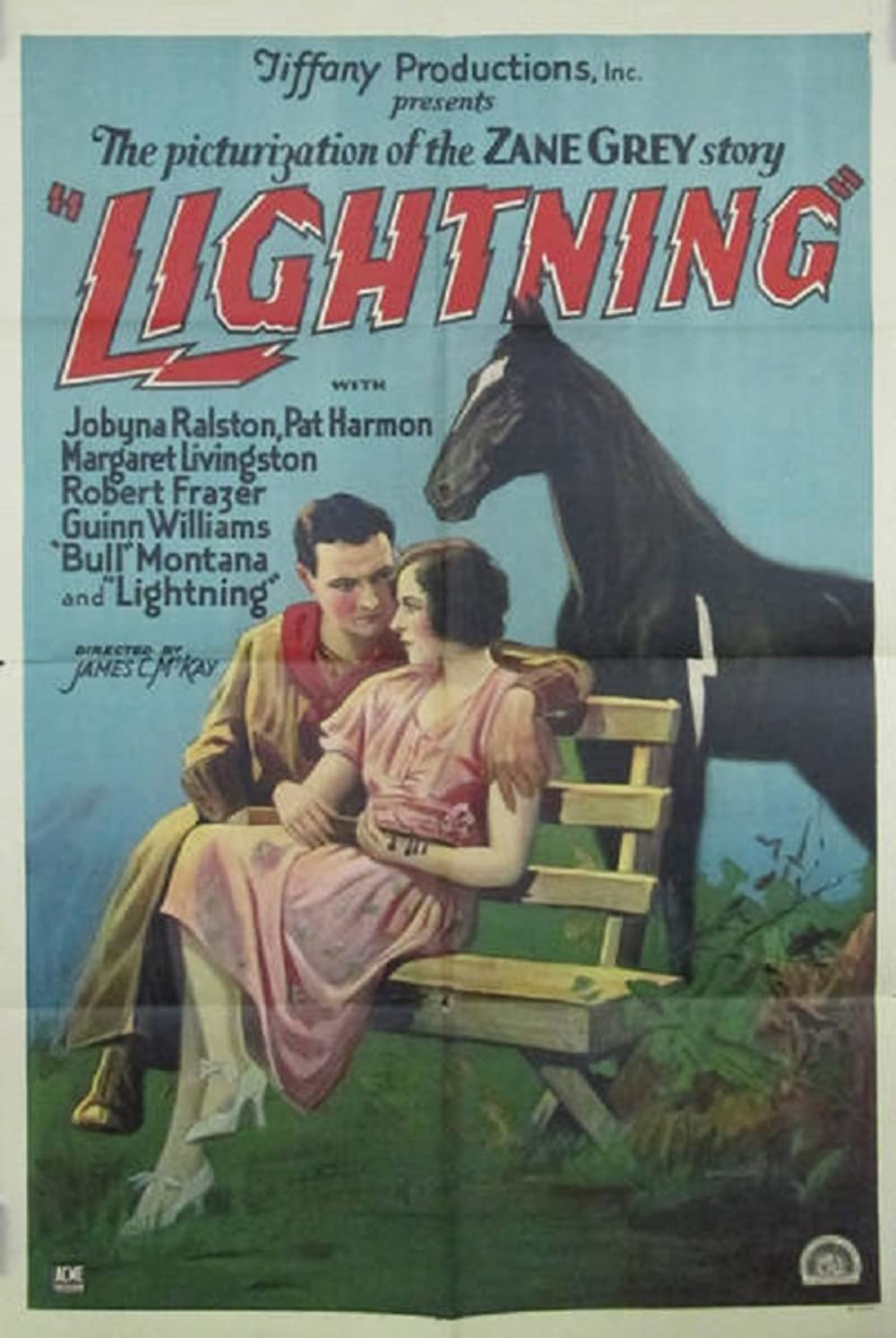
Affiche de Lightening (1927).

- 1934 : Tarzan et sa compagne (non crédité)
- 1936 : Tarzan s'évade (non crédité)

### comme monteur
- 1917 : La Cigarette révélatrice (The Lone Wolf) de Herbert Brenon
- 1923 : Les Chevaux de bois (Merry-Go-Round) d'Erich von Stroheim
- 1925 : La Carte forcée (Soul Mates) de Jack Conway
- 1925 : Morals For Men de Bernard H. Hyman
- 1925 : L'Amazone (Zander the Great) de George W. Hill
- 1929 : Marianne de Robert Z. Leonard